# Polyèdre quasi régulier
Un polyèdre dont les faces sont des polygones réguliers, qui est transitif sur ses sommets, et qui est transitif sur ses arêtes, est dit quasi régulier.
Un polyèdre quasi régulier peut avoir des faces de deux sortes seulement, et celles-ci doivent alterner autour de chaque sommet.
Pour certains polyèdres quasi réguliers :
on utilise un symbole de Schläfli vertical {\displaystyle {\begin{Bmatrix}p\\q\end{Bmatrix}}} pour représenter le polyèdre quasi régulier combinant les faces du polyèdre régulier {p,q} et celles du dual régulier {q,p} : leur noyau commun. Un polyèdre quasi régulier avec ce symbole a une configuration de sommet p.q.p.q.

## Les polyèdres quasi réguliers convexes
Il existe trois polyèdres quasi réguliers convexes :
1. L'octaèdre {\displaystyle {\begin{Bmatrix}3\\3\end{Bmatrix}}}; configuration de sommet : 3.3.3.3 ; c'est aussi un polyèdre régulier.
2. Le cuboctaèdre {\displaystyle {\begin{Bmatrix}3\\4\end{Bmatrix}}}; configuration de sommet : 3.4.3.4.
3. L'icosidodécaèdre {\displaystyle {\begin{Bmatrix}3\\5\end{Bmatrix}}}; configuration de sommet : 3.5.3.5.

Chacun d'entre eux forme le noyau commun d'une paire duale de polyèdres réguliers. Les noms des deux derniers listés donnent des indices pour la paire duale associée : respectivement cube {\displaystyle \cap } octaèdre, et icosaèdre {\displaystyle \cap } dodécaèdre. L'octaèdre est le noyau commun d'une paire duale de tétraèdres (un arrangement connu sous le nom d'octangle étoilé). Lorsqu'il est dérivé de cette manière, l'octaèdre est quelquefois appelé le tétratétraèdre, comme tétraèdre {\displaystyle \cap } tétraèdre.
Les duaux quasi réguliers sont aussi caractérisés par leurs faces rhombiques.
| Régulier         | Dual régulier   | Noyau commun quasi régulier | Dual quasi régulier             |
| ---------------- | --------------- | --------------------------- | ------------------------------- |
| Tétraèdre {3,3}  | Tétraèdre {3,3} | Tétratétraèdre 3.3.3.3      | Cube 3.3.3.3                    |
| Cube {4,3}       | Octaèdre {3,4}  | Cuboctaèdre 3.4.3.4         | Dodécaèdre rhombique 4.3.4.3    |
| Dodécaèdre {5,3} | Icosaèdre {3,5} | Icosidodécaèdre 3.5.3.5     | Triacontaèdre rhombique 5.3.5.3 |

Chacun de ces polyèdres quasi réguliers peut être construit par une opération de rectification sur l'un ou l'autre de ses parents réguliers, en tronquant pleinement les sommets, jusqu'à ce que chaque arête originale soit réduite à son milieu.

## Les polyèdres quasi réguliers non-convexes
Coxeter, H.S.M. et al. (1954) ont classé aussi certains polyèdres étoilés, ayant les mêmes caractéristiques, comme quasi réguliers.
- Deux sont basés sur les solides de Kepler-Poinsot réguliers, de la même manière que les exemples convexes :
  1. Le grand icosidodécaèdre {\displaystyle {\begin{Bmatrix}3\\5/2\end{Bmatrix}}}, noyau commun du grand icosaèdre et du grand dodécaèdre étoilé.
  2. Le dodécadodécaèdre {\displaystyle {\begin{Bmatrix}5\\5/2\end{Bmatrix}}}, noyau commun du grand dodécaèdre et du petit dodécaèdre étoilé.

| Régulier         | Dual régulier           | Noyau commun quasi régulier |
| ---------------- | ----------------------- | --------------------------- |
| Grand icosaèdre  | Grand dodécaèdre étoilé | Grand icosidodécaèdre       |
| Grand dodécaèdre | Petit dodécaèdre étoilé | Dodécadodécaèdre            |

- Trois formes sont ditrigonales : leurs figures de sommet contiennent trois alternements de deux types de faces :
  1. Le dodécadodécaèdre ditrigonal.
  2. Le petit icosidodécaèdre ditrigonal.
  3. Le grand icosidodécaèdre ditrigonal.

| Dodécadodécaèdre ditrigonal | Petit icosidodécaèdre ditrigonal | Grand icosidodécaèdre ditrigonal |
| --------------------------- | -------------------------------- | -------------------------------- |
| Dodécadodécaèdre ditrigonal | Petit icosidodécaèdre ditrigonal | Grand icosidodécaèdre ditrigonal |

## Duaux quasi réguliers
Certaines autorités font remarquer que, puisque les duaux des solides quasi réguliers partagent les mêmes symétries, ces duaux doivent être aussi quasi réguliers. Mais tout le monde n'accepte pas ce point de vue. Ces duaux sont transitifs sur leurs faces, et sont transitifs sur leurs arêtes. Ils sont, en ordre correspondant à ci-dessus :
- Le cube, qui est aussi un polyèdre régulier.
- Le dodécaèdre rhombique.
- Le triacontaèdre rhombique.

Les duaux quasi réguliers sont aussi caractérisés par leurs faces rhombiques.